# Radomo

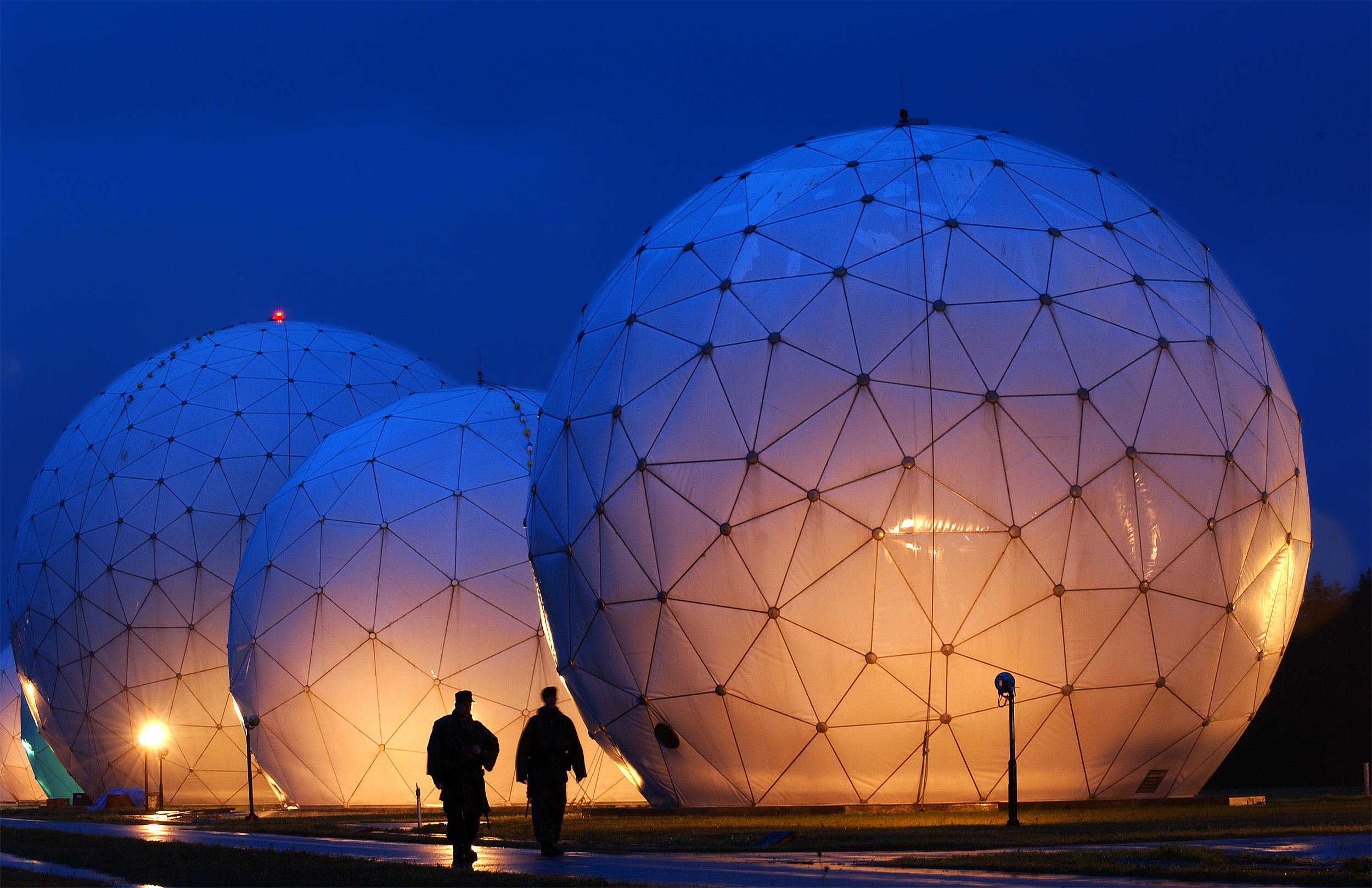
Radomos en el Centro de Operaciones Navales, Misawa, Japón.

Un radomo, también conocido como rotódomo, es, en ingeniería de telecomunicación, el recubrimiento de una antena, utilizado con el fin de protegerla, sin que ello afecte a sus propiedades electromagnéticas, siendo impoluto a las ondas de radio. Por ejemplo, en radares montados al exterior, en aviones, como en equipos estáticos, mejora y protege la instalación electromecánica y reduce el efecto del viento, lluvia, granizo, nieve, es decir, de los efectos ambientales.
Otra de las funciones del radomo es ocultar la antena de la vista o proteger a los operarios, en caso de que la antena gire a alta velocidad.

## Uso en la aviación
Los primeros radomos militares fueron montados en el fuselaje de los bombarderos Halifax a principios de la década de 1940.
En la aviación civil, un uso típico de los radomos incorporados a los aviones, por ejemplo, es el de proteger el radar meteorológico basado en impulsos Doppler.

## Uso marítimo
El Sea-based X-band Radar (SBX-1) es un radar de barrido electrónico activo (AESA) montado en una plataforma naval autopropulsada desarrollado por la Missile Defense Agency del Gobierno federal de los Estados Unidos. Tiene un gran radomo central y varios de menor tamaño montados alrededor de la plataforma.

## Galería

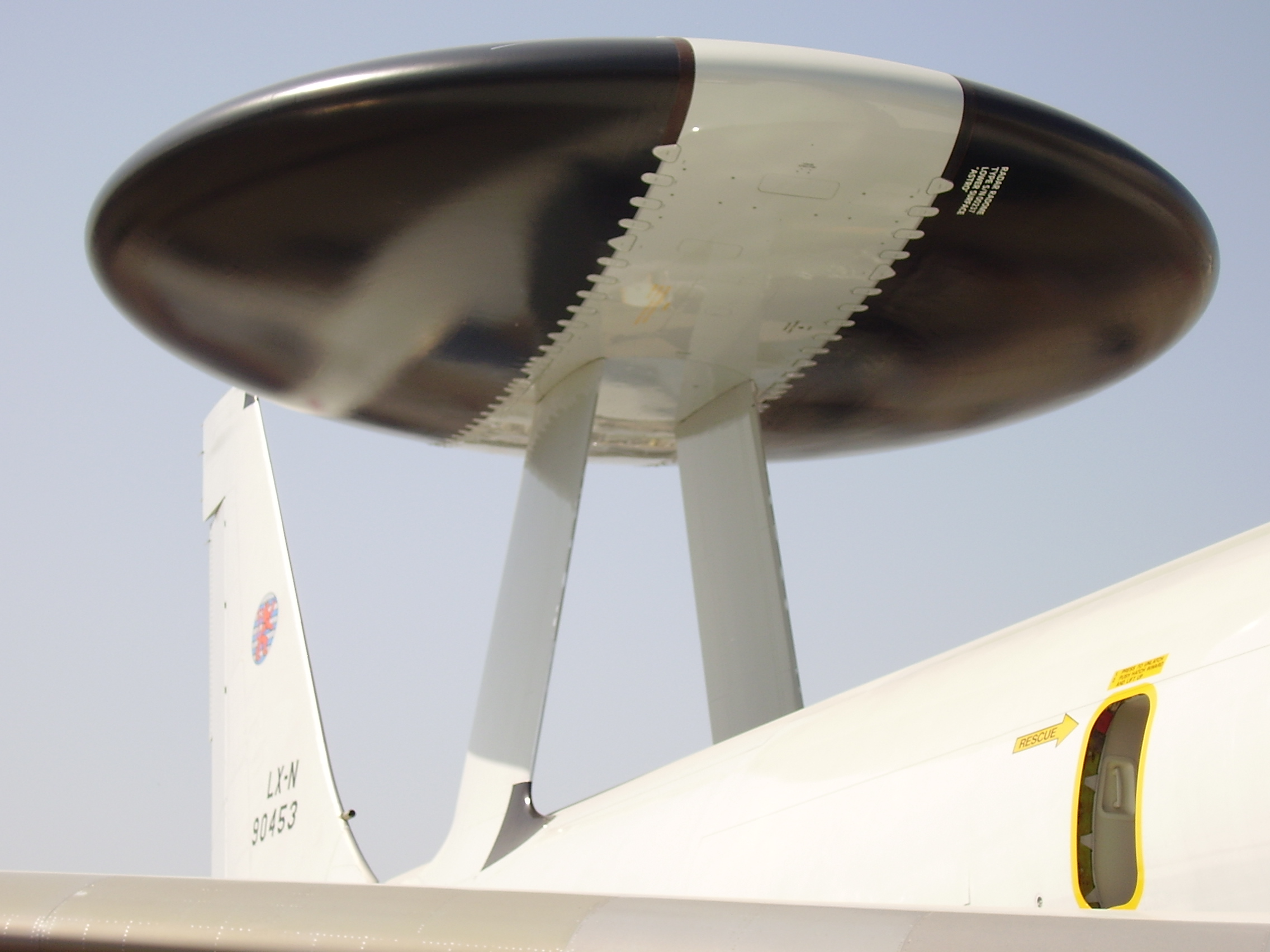
Detalle del radomo del alerta temprana y control aerotransportado (AWACS) montado sobre un Boeing E-3 Sentry.
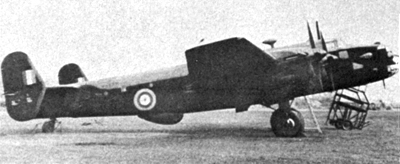
La prueba del Halifax B Mk II Serie I, V9977, en el cual se instaló el primer radar H2S en el radomo que se ve debajo de la escarapela aeronáutica.
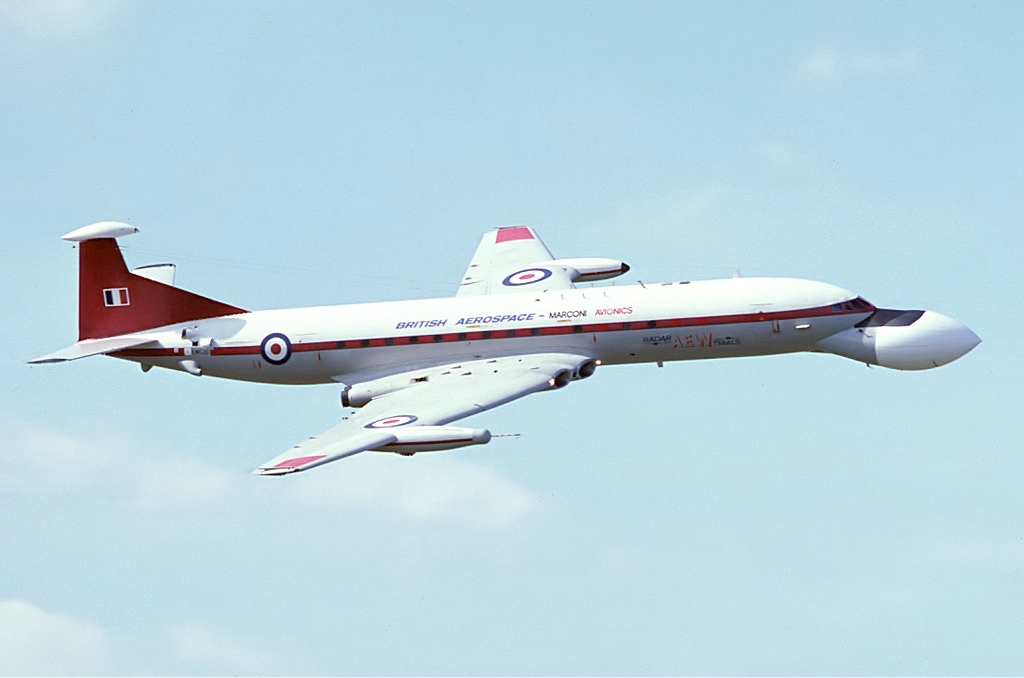
Un De Havilland DH.106 Comet de uso militar con un prototipo de radomo montado en el morro de la aeronave.
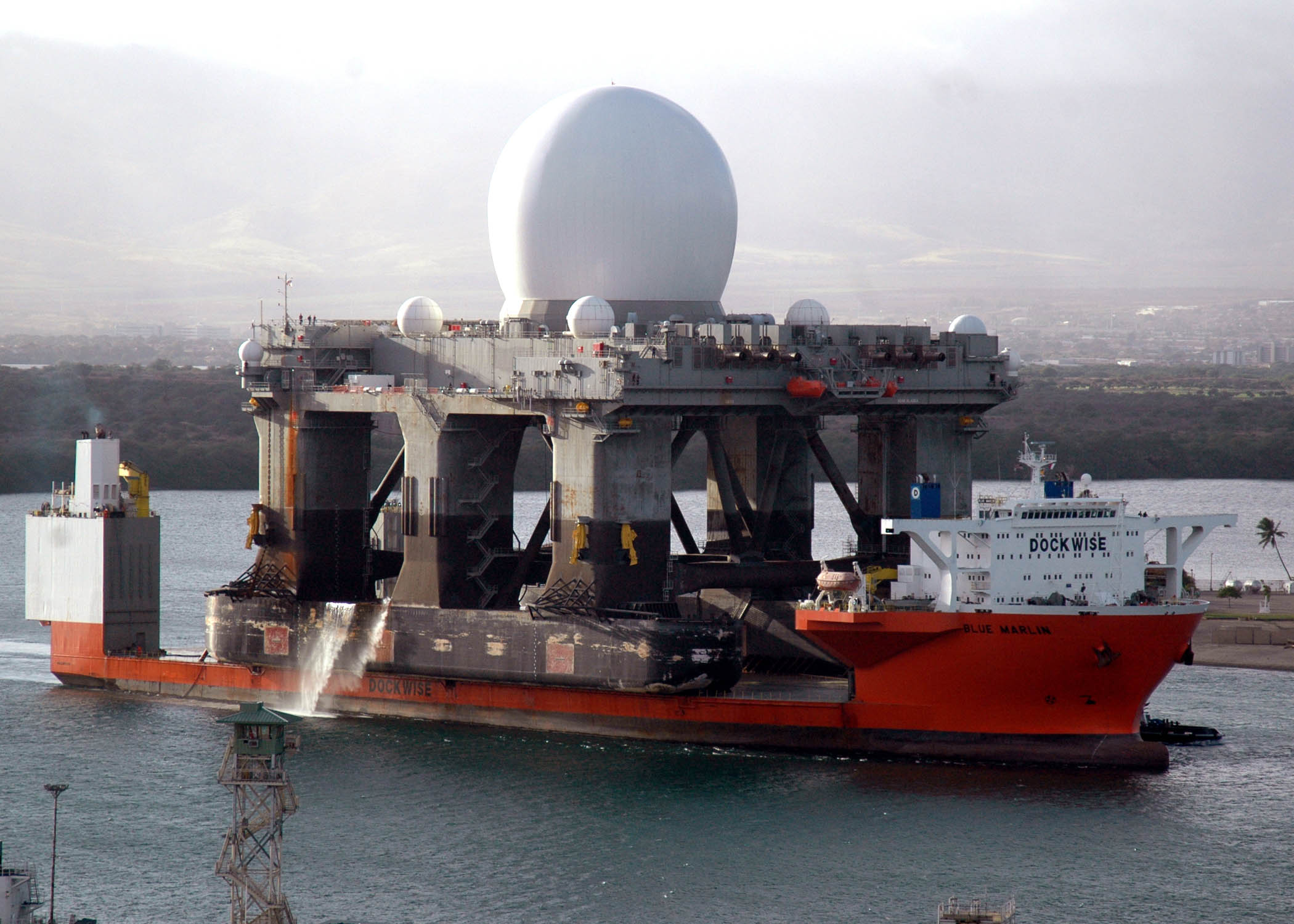
Sea-based X-band Radar (SBX-1) transportado por el MV Blue Marlin.
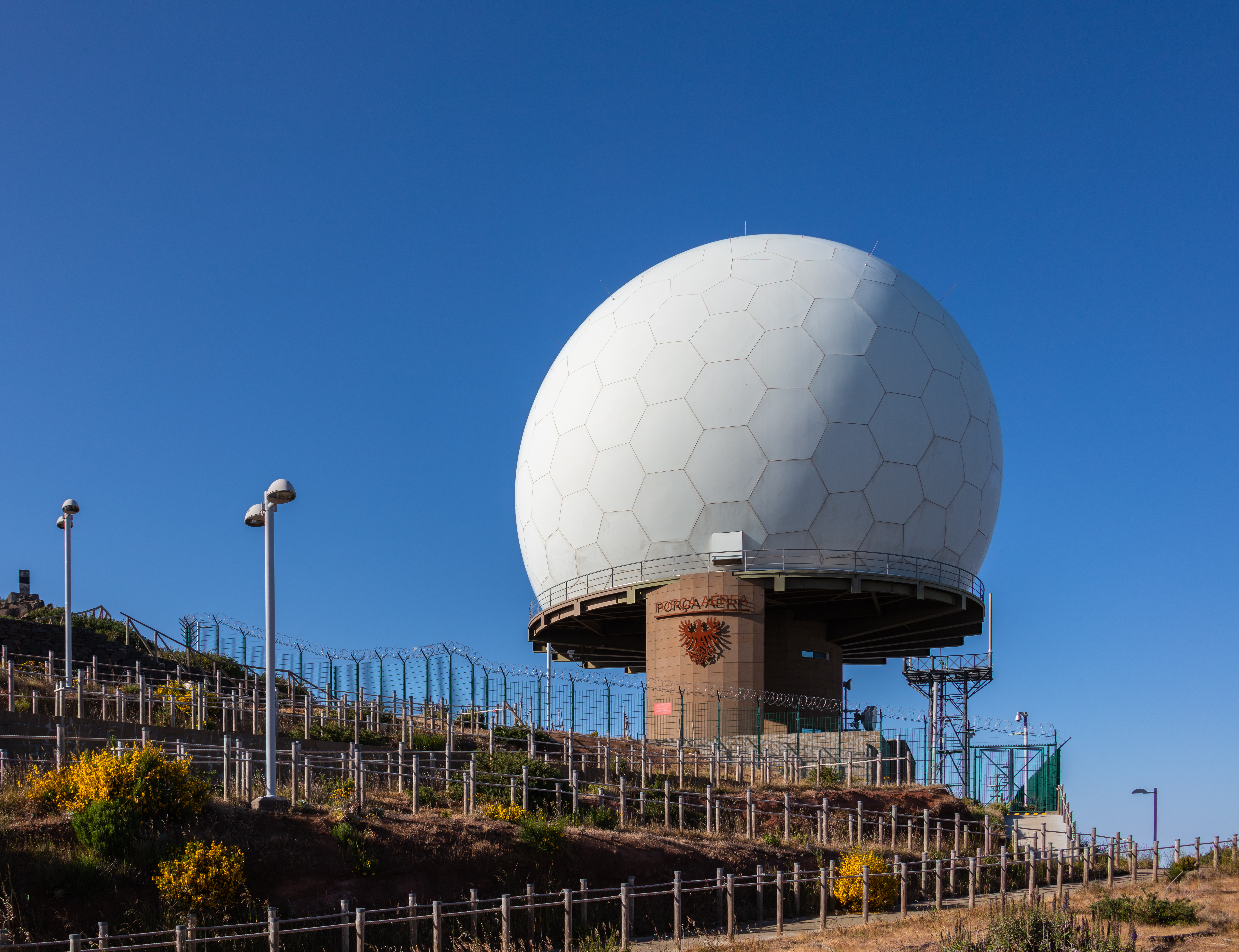
Radar militar en el pico de Arieiro, Madeira, Portugal.